# Franz Brinkschulte
Franz Brinkschulte (* 26. Oktober 1897 in Eslohe; † 12. September 1970 in Hagen) war ein deutscher Politiker der NSDAP. Er war Kreisleiter von Kreis Bergisch-Land.

## Leben
Franz Brinkschulte besuchte zunächst die Volksschule, anschließend die Katholische Rektoratsschule in Hagen und legte 1915 am Gymnasium Attendorn die Obersekundareife ab. Von 1917 bis 1918 diente er im Ersten Weltkrieg in Frankreich und wurde mit dem Eisernen Kreuz II. Klasse sowie dem Verwundetenabzeichen in Schwarz ausgezeichnet.
Zum 1. Juni 1931 trat er der NSDAP bei (Mitgliedsnummer 559.336). Im Mai 1932 wurde er Ortsgruppenleiter von Burscheid. 1933 trat er der SA bei. Am 4. März 1935 wurde er hauptamtlicher Kreisamtsleiter der NSV im Kreis Bergisch Land. Am 21. Mai 1937 wurde er zudem Kreisleiter und offiziell am 20. Februar 1938 von Adolf Hitler ernannt. Zusätzlich war er von 1940 bis 1941 stellvertretender Kreisleiter von Wuppertal und von 1942 bis 1943 Kreisleiter im Kreis Neuss-Grevenbroich. Ab dem Herbst 1944 wurde er Kreisleiter des Rhein-Wupper-Kreises.
Er wurde mit dem Goldenen Parteiabzeichen der NSDAP, dem Kriegsverdienstkreuz I. und II. Klasse sowie der Dienstauszeichnung der NSDAP in Silber ausgezeichnet.
Nach dem Zweiten Weltkrieg wurde er drei Jahre lang im Lager Recklinghausen und im Lager Staumühle bei Paderborn interniert. Im Entnazifizierungsverfahren wurde er als Minderbelasteter eingestuft. Wegen einer Beteiligung an einem Judenpogrom wurde ab 1947 von der Staatsanwaltschaft Wuppertal gegen ihn ermittelt. Diese Ermittlungen wurden 1949 eingestellt.
Ab 1949 arbeitete er auf dem Gut Schoepplenberg (damals in der Gemeinde Zurstraße, heute Breckerfeld zugehörig) als landwirtschaftlicher Gehilfe und später als Pächter (gepachtet von der Familie von Boeselager) des Hofes. In den 1960er Jahren spezialisierte sich sein Betrieb auf den Geflügelhandel.